# Valle del Zalabí
Valle del Zalabí er en kommune i det sydøstlige Spanien i provinsen Granada. Den har et indbyggertal på 2.122 (2024) indbyggere.